# Aloeides rossouwi
Aloeides rossouwi (tên tiếng Anh: Rossouw's Copper) là một loài bướm thuộc họ Lycaenidae. Đây là loài đặc hữu của Nam Phi, nơi nó có ở Mpumalanga miền nam Stoffberg.
Sải cánh khoảng 22–26 mm đối với con đực và 24–28 mm đối với con cái. Cá thể trưởng thành mọc cánh từ tháng 9 tới tháng 11 và từ tháng 2 tới tháng 3. Mỗi năm loài này có hai thế hệ .